# Massimo Villata
Massimo Villata (Turín, 1954) es un astrofísico y escritor de ciencia ficción italiano.

## Biografía
De 1968 a 1973 asiste al Instituto técnico para geómetras, participa en movimientos estudiantiles y se gradúa con la máxima nota. Posteriormente, se inscribe a la Universidad de Turín, graduándose en Física con cum laude.
Al final del doctorado de investigación, consigue un puesto en el Observatorio Astrofísico de Turín, situado en Pino Torinese, donde aún trabaja como astrofísico.

## Actividad científica
Su principal campo de investigación es el estudio de la astronomía extragaláctica, extendiéndose también a la física teórica y a la cosmología.
Se especializa en el estudio de los blazares (núcleos activos de galaxias extremadamente energéticos y variables) y desde el año 2000 es presidente del consorcio internacional de telescopios ópticos y radio (WEBT – Whole Earth Blazar Telescope) dedicado a ese estudio.

Gracias a sus estudios innovadores en el campo de la antimateria y de sus propiedades gravitacionales en conexión con la energía oscura, es autor de más de 300 publicaciones de las cuales cerca de la mitad como primer o segundo autor, y aparece en numerosas revistas internacionales en línea de información científica, como Phys.org, Universe Today, Engadget, y muchas otras.

## Actividad literaria
Desarrolla la actividad de escritor de novelas de ciencia ficción (género hard science fiction) bajo el seudónimo de Max Wells, inspirándose en el célebre físico escocés James Clerk Maxwell. Su género de ficción, también gracias a los estudios e investigaciones emprendidos, es el resultado de una fusión entre el género hard science fiction y la literatura científica tradicional, género que él mismo ama definir como “novela científica”.

## Lista de publicaciones científicas
- Lista de 388 publicaciones en ORCID (ORCID iD 0000-0003-1743-6946)
- Lista de 335 publicaciones en ADS (número total de citaciones: 8086 - H-index = 53 - actualizado en julio de 2017)
- Lista de 64 publicaciones como primer autor en ADS (versión estándar)

## Principales publicaciones científicas
- «Angular momentum loss by a stellar wind and rotational velocities of white dwarfs». Monthly Notices of the Royal Astronomical Society 257 (3): 450-454. 1992. doi:10.1093/mnras/257.3.450.
- «Optical photometric monitoring of gamma-ray loud blazars». A & A Supplement series 121: 119-138. 1997. doi:10.1051/aas:1997313.
- «BVR photometry of comparison stars in selected blazar fields. I. Photometric sequences for 10 BL Lacertae objects». Astronomy and Astrophysics Supplement 130: 305-310. 1998. doi:10.1051/aas:1998415.
- «Helical jets in blazars. I. The case of MKN 501». Astronomy and Astrophysics 347: 30-36. 1999. Bibcode:1999A&A...347...30V.
- «The WEBT BL Lacertae Campaign 2000». Astronomy and Astrophysics 390: 407-421. 2002. doi:10.1051/0004-6361:20020662.
- «The unprecedented optical outburst of the quasar 3C 454.3 The WEBT campaign of 2004–2005». Astronomy and Astrophysics 453 (3): 817-822. 2006. doi:10.1051/0004-6361:20064817.
- «CPT symmetry and antimatter gravity in general relativity». EPL (Europhysics Letters) 94 (2). 2011. doi:10.1209/0295-5075/94/20001.
- «On the nature of dark energy: the lattice Universe». Astrophysics and Space Science 345 (1): 1-9. 2013. doi:10.1007/s10509-013-1388-3.
- «The matter-antimatter interpretation of Kerr spacetime». Annalen der Physik 527 (7-8): 507-512. 2015. doi:10.1002/andp.201500154.
- «Blazar spectral variability as explained by a twisted inhomogeneous jet». Nature 552: 374-377. 2017. doi:10.1038/nature24623.
- «Antimatter Gravity and the Results of the ALPHA-g Experiment». Annalen der Physik 536: 2300519. 2024. doi:10.1002/andp.202300519.

## Novelas de ciencia ficción
- Wells, Max (2012).  ilmiolibro, ed. La freccia oscura del tempo. ISBN 9788891010728.
- Wells, Max (2015).  eBook(ilmiolibro), ed. La freccia oscura del tempo. ISBN 9788891046383.
- Wells, Max (2015).  ilmiolibro, ed. L'altro messia.
- Villata, Massimo (2017).  Springer, ed. The Dark Arrow of Time. ISBN 978-3-319-67485-8.
- Villata, Massimo (2017).  eBook(Springer), ed. The Dark Arrow of Time. ISBN 978-3-319-67486-5.